# Sesuv v Handlové
Sesuv v Handlové byl sesuv svahu, který postihl v období mezi 11. prosincem 1960 a 30. květnem 1961 jihovýchodní část slovenského města Handlová. Byl to nejkatastrofičtější sesuv v tehdejším Československu a doposud je největším zaznamenaným sesuvem na Slovensku.

## Geologická stavba území
Oblast Handlové je výrazně zasažena svahovými deformacemi. Sesuv z přelomu let 1960 a 1961 vznikl reaktivací staršího sesuvu v geologickém prostředí příznivém pro rozvoj svahových poruch. Podloží spodní části tvořily paleogenní jílovce až slinité břidlice hutianského a zubereckého souvrství, nad kterými se nacházejí jílovité horniny neogenního kordického souvrství. Nejvyšší část tvořily hrubozrnné písky a štěrky tzv. štěrkové série. Nad těmito sedimenty se nacházel vulkanický pokryv hyperstenicko-amfibolitických andezitů a aglomerátových tufů, které tvořily zčásti odlučnou oblast sesuvu a jejich trosky se vyskytovaly i v nižších polohách svahu.

## Rozvoj sesuvu
Při vývoji sesuvu sehrála významnou úlohu kladná srážková anomálie trvající od června do prosince 1960. V tomto roce v oblasti spadlo 1045 mm srážek.
Změna podmínek ve svahu byla způsobena snižující se funkčností jeho odvodňování. Celková délka hlavního sesuvového proudu byla 1800 m (objem sesunuté hmoty představoval asi 14,5 mil. m³). Proud na východním okraji hlavního sesuvu se začal pohybovat asi o 14 dní později; jeho délka dosáhla 1 km. Kubatura sesunutím postižených hornin představovala asi 5,7 mil. m³.
Sesuvný pohyb měl největší intenzitu od 22. prosince 1960 do 20. ledna 1961. Rychlost pohybu byla v tomto období až 6,3 m za 24 hodin. Po zastavení pohybu v létě roku 1961 byla další aktivita sesuvu zaznamenána v letech 1967, 1970 a 1977.

## Následky
Sesuv postupně zcela zničil 150 domů, mnoho dalších bylo poškozeno. Poškodil dvoukilometrový úsek silnice I. třídy z Handlové do Žiaru nad Hronom, úsek vodovodu a několik linek vedení vysokého napětí. Ohrožen byl také provoz na železniční trati.

## Sanace a monitoring
Se sanací se začalo ihned po aktivaci sesuvu pomocí 6 odvodňovacích štol. Později byla oblast zalesněna. Originálním řešením byla stavba stabilizačního násypu u paty svahu. Zároveň došlo k regulaci toku Handlovky a její tok byl přesměrován do podzemního potrubí, překrytého násypem. Materiál násypu pocházel ze skrývky z těžby hnědého uhlí v blízkosti Handlové.
Pro potřeby dalšího monitoringu potenciálního pohybu svahu byly na sesuvu zaměřeny geodetické body ve čtyřech různých liniích. Rovněž bylo vytvořeno 6 inklinometrických vrtů a po roce 1978 soustava dalších 29 vrtů piezometrických. Současná měření ukazují na pokračování aktivity v této oblasti. Výzkum potvrdil význam odvodnění poškozeného svahu.
Sesuv byl mezníkem nejen ve výzkumu svahových pohybů, ale i v přístupu společnosti ke snižování jejich nepříznivých účinků. Byl důrazným varováním, aby byly sesuvy zohledněny jako významné geologické riziko na území Slovenska. Důležité bylo i to, aby si společnost uvědomila a podnikala preventivní opatření k zamezení novým projevům sesuvů.